# Дюранд, Жан Франсуа
Жан Франсуа Дюранд (фр. Jean François Durande, 1732 — 1794) — французский ботаник и врач.

## Биография
Жан Франсуа Дюранд родился в Дижоне в 1732 году.
Совместно с Хьюго Маретом (1726—1786) и Луи Бернаром Гитоном де Морво (1737—1816) в 1778 году он опубликовал работу Éléments de chymie théorique et pratique. В 1782 году Дюранд опубликовал работу Flore de Bourgogne, в которой описал множество видов.
Жан Франсуа Дюранд умер в Дижоне в 1794 году.

## Научная деятельность
Жан Франсуа Дюранд специализировался на папоротниковидных и на семенных растениях.

## Научные работы
- 1778. Éléments de chymie théorique et pratique (avec Hugues Maret (1726—1786) et Louis-Bernard Guyton-Morveau (1737—1816).
- 1782. Flore de Bourgogne.

## Почести
В честь Жана Франсуа Дюранда назван род растений Durandea Delarbre. Впоследствии это название было отвергнуто (nom. rej.) и включено в синонимику Raphanus.